# 指示
| ウィキペディアには「指示」という見出しの百科事典記事はありません（タイトルに「指示」を含むページの一覧/「指示」で始まるページの一覧）。 代わりにウィクショナリーのページ「指示」が役に立つかもしれません。 |